# Frauenkulturzentrum Sarah
Koordinaten: 48° 46′ 29,6″ N, 9° 9′ 47,5″ O

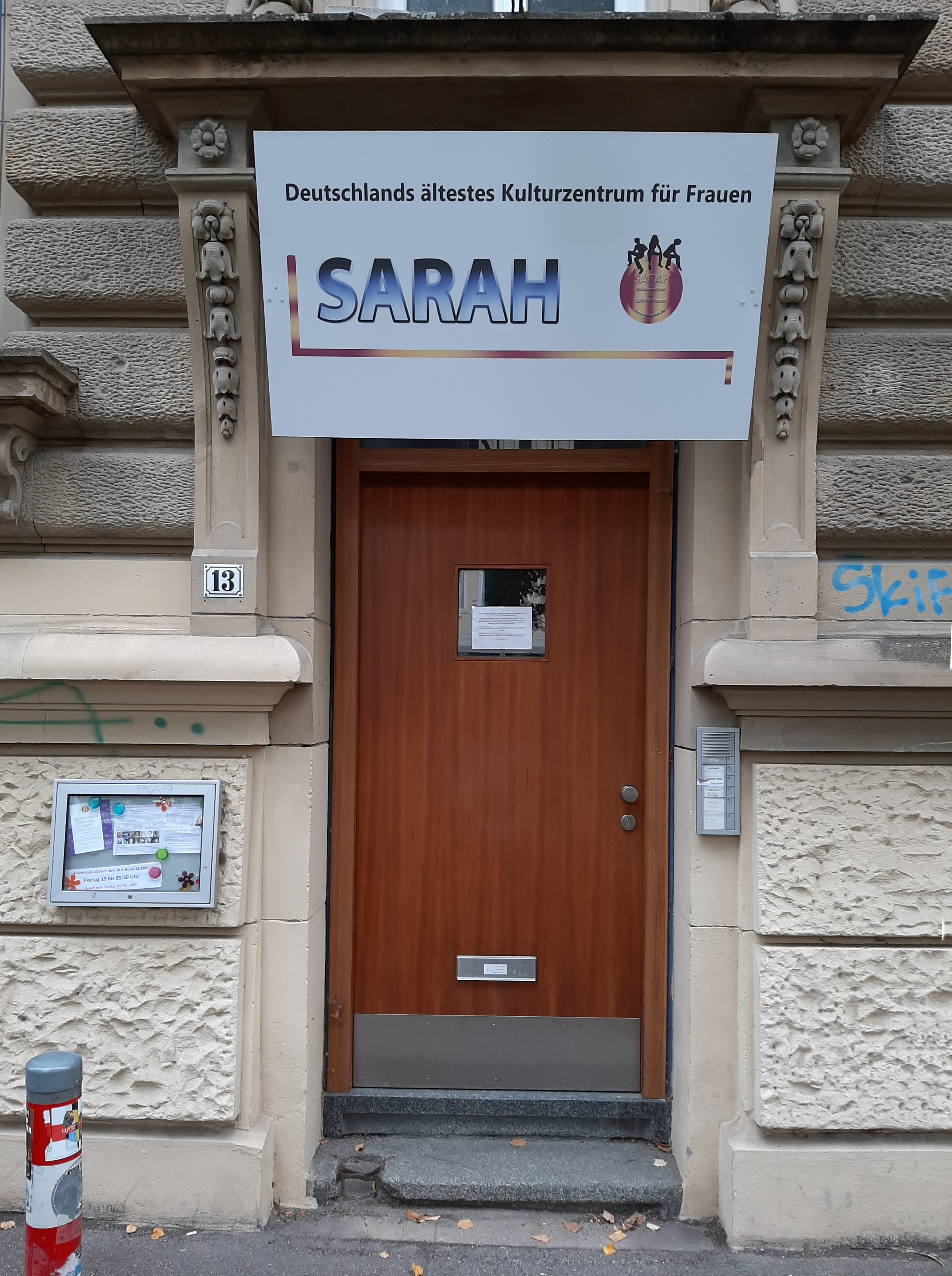
Frauenkulturzentrum Sarah, Eingang, 2020

Das Frauenkulturzentrum Sarah wurde 1978 als autonomes Frauenprojekt in der Johannesstraße 13 in Stuttgart unter dem Namen „Sarah Café und Kulturzentrum von und für Frauen“ gegründet. Es ist das älteste Frauenkulturzentrum Deutschlands. Das Frauen vorbehaltene Haus bietet ein Frauencafé und ein vielfältiges Veranstaltungsprogramm an. Seit vielen Jahren wirkt das Frauenkulturzentrum als geistiges Zentrum und Schnittstelle für Frauen in Stuttgart, die in der Frauen- oder Lesbenbewegung aktiv sind. Es wird von einem gemeinnützigen Verein getragen und von der Stadt Stuttgart gefördert.

## Gründung und Geschichte

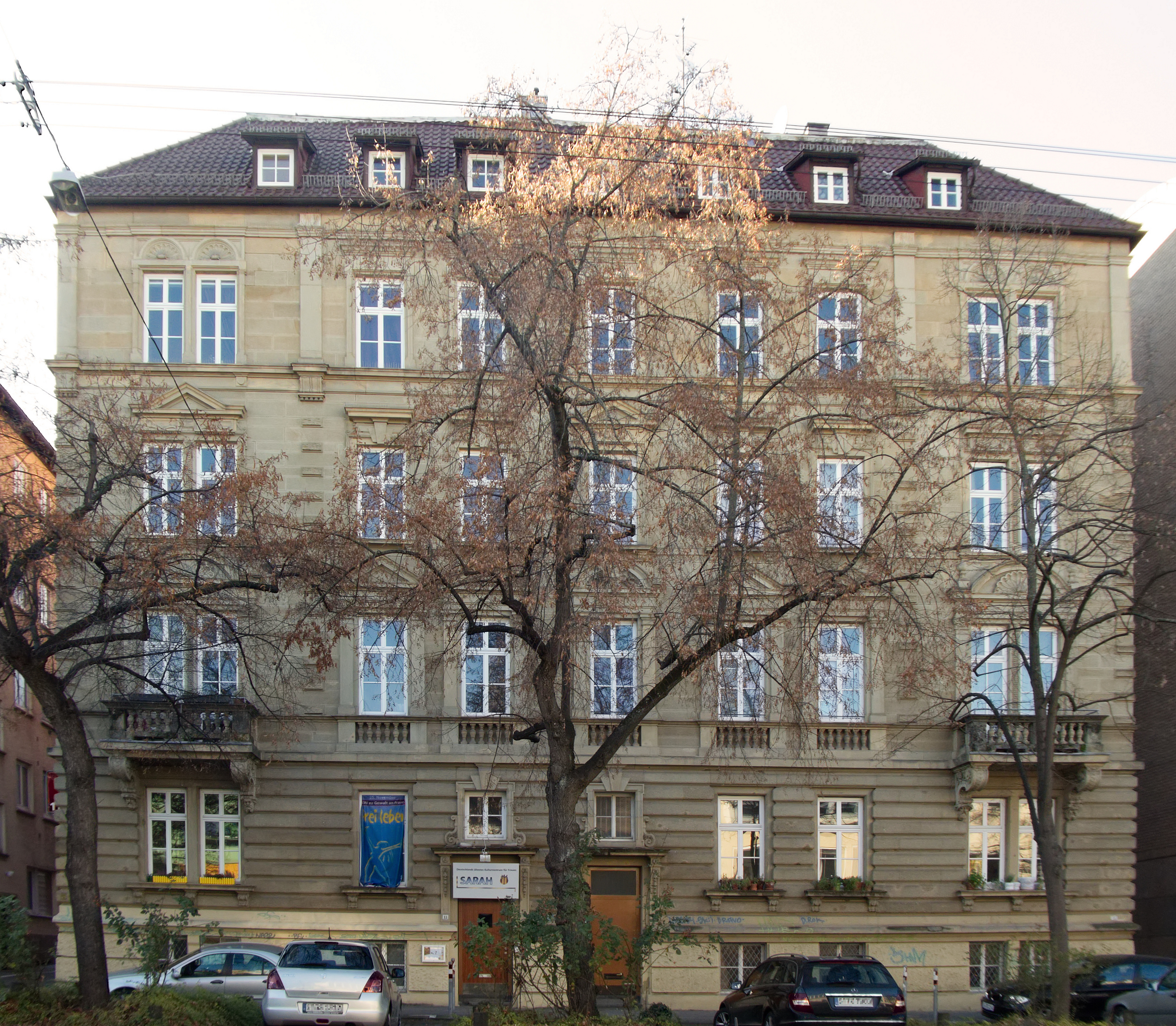
Haus in der Johannesstraße 13, 2016

Ende der 1970er Jahre war es ein Ziel für Frauen der autonomen Frauenbewegung, eigene Räume zu haben, in denen Frauen sich ungestört treffen konnten, um so der „Ortlosigkeit“ von Frauen abzuhelfen. Zu diesem Zweck schufen sie öffentliche Räume, die ausschließlich von Frauen kontrolliert wurden. Dazu gehörten Frauenbuchläden, Frauencafés, Frauenkneipen, Frauendiscos und auch Frauenkulturzentren. 1978 taten sich die vier Stuttgarterinnen Odile Laufner, Eveline Linke, Anne Böhme und Marion Storz zusammen, um in Stuttgart einen solchen Ort zu etablieren, an dem Frauen selbst definieren konnten, was „Frauenkultur“ ist. Wichtig war ihnen, Leben und Arbeiten zu verbinden, was für sie bedeutete, öffentliche Frauenräume und private Wohnmöglichkeiten unter einem Dach zusammenzuführen.
Die „Verräumlichung“ der neuen Frauenbewegung hatte in Stuttgart mit der Gründung des Frauenzentrums am Kernerplatz im Jahr 1975 begonnen, bei der sich Laufner ebenfalls beteiligt hatte. Daraus ging später das Stuttgarter Frauengesundheitszentrum FF*GZ hervor. Laufner sagte 40 Jahre später zu ihren Beweggründen: „Wir wollten nicht nur auf die Straße gehen, wir wollten etwas Eigenes schaffen.“ Die Gründerinnen mieteten das Haus in der Johannesstraße 13 im Stadtteil Stuttgarter Westen, dessen Vorteile die zentrale und ruhige Lage und die gute Anbindung an den öffentlichen Personennahverkehr war. Die Stuttgarter Frauenprojekte, die sich in den folgenden Jahrzehnten etablierten, waren generell im Stuttgarter Westen konzentriert.
Das Haus in der Johannesstraße war vorher jahrzehntelang vom Landeskriminalamt genutzt worden. Zuletzt hatte es als Obdachlosenasyl gedient. Die Gründerinnen renovierten das Haus innerhalb von knapp drei Monaten komplett, vor allem in Eigenarbeit – zuvor hatten sogar Küchen und Bäder gefehlt. Im Erdgeschoss richteten sie ein Café und Veranstaltungsräume ein. In den oberen vier Stockwerken gab es Wohnräume – jeweils vier pro Stockwerk – und ein Büro. Dazu kamen noch zwei Kellergeschosse, wo sich mehrere Werkstätten befanden: eine Töpferei, eine Schreinerinnenwerkstatt und ein Fotolabor.
Am 11. November 1978 wurde das „Sarah Café und Kulturzentrum von und für Frauen“ als erstes seiner Art in Deutschland mit einem Einweihungsfest eröffnet, über welches das Abendjournal des SDR-Fernsehens berichtete. Die Berichterstattung stellte vor allem heraus, dass das Zentrum Männern nicht zugänglich sein sollte. Nicht mehr bekannt ist, warum „Sarah“ als Name gewählt wurde.
Das Sarah kann als Frauenwohnprojekt mit den später in Berlin entstandenen Frauenwohnprojekten („Schokofabrik“ und „Hexenhaus“) verglichen werden. Anders als diese 1981 im Rahmen von „Instandbesetzungen“ entstandenen Projekten verlief die Gründung des Sarah allerdings unspektakulärer, nämlich durch legale Anmietung.
1985 erfolgte eine Renovierung und Modernisierung von Café und Gemeinschaftsräumen. 1991 wurde das Café wiederum umgebaut und vergrößert.
Über viele Jahre wirkte das Frauenkulturzentrum als geistiges Zentrum und Schnittstelle für Frauen, die in der Frauen- oder Lesbenbewegung aktiv waren. Insbesondere von lesbischen Frauen wurde das Sarah als geschützter Raum angenommen. 2007 schätzten die Organisatorinnen den Anteil lesbischer Frauen an den Besucherinnen auf ungefähr 70 %. Doch zu keiner Zeit war die Arbeit des Zentrums ausschließlich auf lesbisch lebende Frauen ausgerichtet.

## Organisation
Die Gründerinnen hatten als Rechtsform für das Zentrum eine Gesellschaft mit beschränkter Haftung (GmbH) gewählt, mit den Gründerinnen als Teilhaberinnen. Doch lösten sie die GmbH schon nach wenigen Jahren auf. An deren Stelle traten ein gemeinnütziger Verein für die Kulturarbeit, der bis heute als Mieter der Doppelhaushälfte wirkt, und ein selbständiger gewerblicher Betrieb für das Frauencafé. Das Frauenkulturzentrum ist Mitglied bei der Landesarbeitsgemeinschaft der Kulturinitiativen und Soziokulturellen Zentren in Baden-Württemberg e. V.
Im Laufe der ersten fünfzehn Jahre hielten mehr als siebzig Frauen in überwiegend unbezahlter Arbeit das Zentrum am Leben. 1981 bestand die Sarah-Gruppe aus zehn Frauen, die auf die vier Stockwerke verteilt im Haus lebten. 1981 zogen sich zwei der Gründungsfrauen zurück, nachdem ihr Vorschlag, das Café für Männer zu öffnen, abgelehnt worden war. Odile Laufner schied 1984 aus der Organisation des Sarahs aus. Im Laufe der Jahre trat der Anspruch der „Sarah-Frauen“, zusammen zu leben und zu arbeiten, in den Hintergrund. Die Wohnungen wurden an Frauen außerhalb des Projekts vermietet. Auch wohnten etliche der Projektfrauen außerhalb des Hauses, um Privatleben und Projektarbeit trennen zu können. 1987/88 gaben die bis dahin aktiven Sarah-Frauen geschlossen ihren Ausstieg bekannt. Kurz vor der Schließung des Sarahs fand sich eine neue Gruppe von zehn bis fünfzehn Frauen, die bereit waren, das Sarah in unbezahlter Arbeit aufrechtzuerhalten.

## Finanzierung
Zu Beginn finanzierte sich das Zentrum fast ausschließlich aus Mitgliedsbeiträgen, Spenden, dem Cafébetrieb und den Eintrittsgeldern bei Veranstaltungen. Später zahlte die Stadt Stuttgart einen jährlichen Zuschuss von 18.000 DM, was aber nicht reichte, das Sarah schuldenfrei zu halten. Von 1988 bis 1990 übernahm eine ABM-Kraft die Büroarbeiten. Ab 1991 förderte die Stadt Stuttgart das Sarah jährlich mit 100.000 DM (2007 51.000 €), so dass eine Halbtagsstelle für den Kulturbereich eingerichtet werden konnte. Auch die Landesarbeitsgemeinschaft der Kulturinitiativen und Soziokulturellen Zentren in Baden-Württemberg e. V. unterstützt finanziell. Der größte Teil der Arbeit wird jedoch bis heute ehrenamtlich geleistet.

## Kulturprogramm

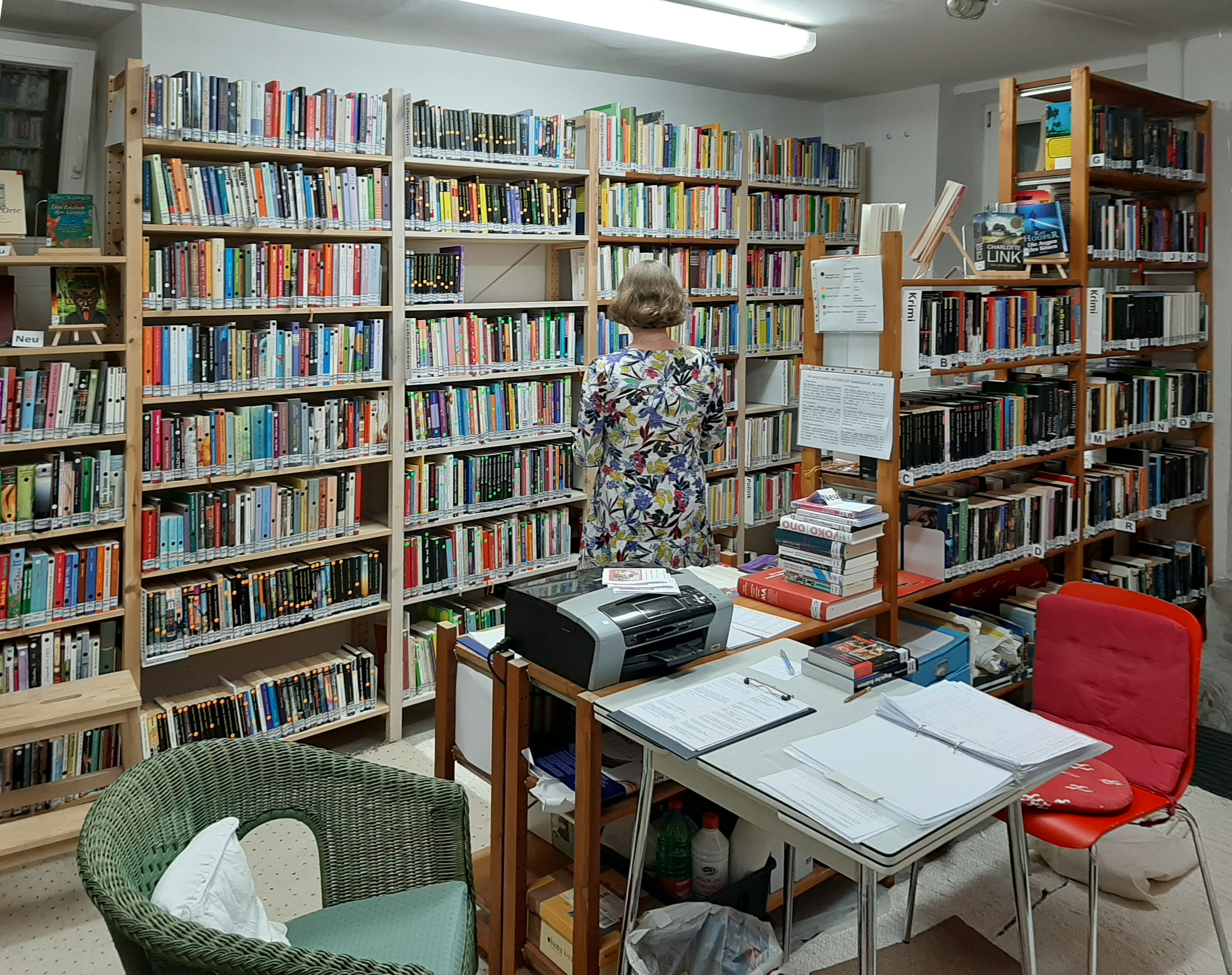
Frauenbücherei im Frauenkulturzentrum Sarah, 2020

Nach der Gründung organisierten die „Sarah-Frauen“ ein vielfältiges Veranstaltungsprogramm, das von Workshops für Literatur, Naturwissenschaften, Töpfern oder Schreinern bis hin zu zahlreichen Ausstellungen reichte. Bereits 1979 bildete sich die Gruppe „Offensives Altern“, der Frauen im Alter von 30 bis 70 Jahren angehörten. Das Sarah bot die ersten Selbstverteidigungskurse für Frauen in Baden-Württemberg an. Viele Gruppen, wie Mütter- und Lesbengruppen, literarische Gesprächs- oder Trommelgruppen oder auch die ersten Frauenberufsgruppen wie eine Architektinnengruppe nutzten das Sarah als Treffpunkt. 1979 war das Sarah einer der Veranstaltungsorte des bundesweiten Treffens von Frauen in Naturwissenschaft und Technik mit rund 300 Teilnehmerinnen, zu dem die im Sarah beheimatete Architektinnengruppe eingeladen hatte. Im gleichen Jahr fand erstmals eine Veranstaltung zum lesbischen Leben statt. In den 1990er Jahren bot das Sarah jeden Monat eine Frauendisco im Veranstaltungsraum an.
1993 gehörten zu den Gruppen, die das Sarah für Treffen nutzten, Architektinnen, lesbische Mütter, Fußballerinnen, eine Filmgruppe, die Regionalgruppe des Lesbenrings, die autonome Lesben-Wendo-Gruppe, eine Gruppe zur Organisation des Internationalen Frauentags, eine Aktzeichnen-Gruppe sowie ein Schreinerinnen-Stammtisch.
Im Laufe der Jahrzehnte wandelte sich das Veranstaltungsprogramm. Eine Frauenbücherei mit inzwischen mehr als 7000 Medien kam hinzu, dagegen wurden die Werkstätten aufgegeben. 2014 richtete das Sarah ein Mädchencafé für Jugendliche der Klassen 7 bis 9 ein, das von Studentinnen betreut wird. Heute treffen sich vermehrt Gruppen von Migrantinnen und Geflüchteten im Sarah. Wie Patrizia Schanz, erste Vorsitzende des Vereins, 2018 betonte, haben Frauenräume gerade für geflüchtete Frauen oder Frauen, die Gewalt erlebt haben, eine besondere Bedeutung. Auch der Verein Sisters – für den Ausstieg aus der Prostitution hat seit 2018 eine Heimat im Frauenkulturzentrum.
Seit 2021 gehört auch ein internationales Frauencafé zum Sarah dazu. Jeden dritten Freitag im Monat gibt es eine Radiosendung der Frauen ohne Grenzen (FOG).

## Trivia
Gleich zwei Romane thematisieren das Frauencafé Sarah als Treffpunkt von Frauen in Stuttgart: Vergeltung am Degerloch (1997/2006) von Christine Lehmann und Horchen (2010) von Anke Stelling.